# Daniel Auner
Daniel Auner (* 1987 in Wien) ist ein österreichischer Geiger.

## Werdegang
Daniel Auner begann im Alter von fünf Jahren mit dem Klavierspiel. Mit sechs Jahren bekam er eine Geige und begann mit Violinunterricht an der J. Matthias Hauer Musikschule Wiener Neustadt. Mit 10 Jahren kam er an die Musikschule Margareten, zu Arkadij Winokurow. Er erzielte frühe Erfolge bei nationalen Jugendwettbewerben, so erhielt er mit acht Jahren den "Prima la musica"-Sonderpreis. An der Universität für Musik und darstellende Kunst Wien studierte er, nachdem er im Jahr 2000 an einen Vorbereitungslehrgang teilgenommen hatte, seit 2005 bei Christian Altenburger und wechselte dann zu Igor Ozim an die Universität Mozarteum Salzburg. 2013 schloss er den Master-Studiengang Violine mit Auszeichnung ab. Bis 2017 studierte er anschließend in der Meisterklasse von Boris Kuschnir. Bei Pavel Vernikov, Christian Altenburger, Midori Goto, Igor Ozim und Rainer Kussmaul u. a. besucht er Meisterkurse.
Neben seinen solistischen Auftritten spielt er Kammermusik als Geiger des Wiener Mozart-Trios, des Auner-Quartetts und des Duo Mozartiano. Außerdem spielt er Kammermusik mit Partnern wie Dennis Russell Davies, Pavel Gililov, Wolfgang Boettcher, Hannfried Lucke, Frans Helmerson, Christian Altenburger, Jan Vogler oder Patrick Demenga.
Seit 2012 wird Daniel Auner im Rahmen des Kulturförderprogrammes „New Austrian Sound of Music“ des österreichischen Außenministeriums unterstützt und ist als Kulturbotschafter bereits in Deutschland, Frankreich, Italien, Spanien, Portugal, England, Irland, Albanien, Bosnien, Brasilien, Brunei, Bulgarien, Indonesien, Kanada, Luxemburg, Malaysia, Malta, Mexico, Peru, Slowakei, Thailand, Tunesien, Ungarn, Südafrika, Belize, China, Weißrussland, Kolumbien und den USA aufgetreten.
Daniel Auner spielt auf einer Violine von Giovanni Battista Guadagnini aus der Sammlung wertvoller Streichinstrumente der Oesterreichischen Nationalbank.

## Konzerte und Preise
Daniel Auner gab mehrfach Konzerte u. a. im Wiener Konzerthaus bzw. im Wiener Musikverein und trat als Solist mit verschiedenen Orchester auf. Darunter das Tonkünstler Orchester Niederösterreich, Orquestra Sinfónica Portuguesa, die Deutsche Kammerphilharmonie Neuss am Rhein, die Bergischen Symphoniker, das Orchestra of St. Pauls, das Divertimento Orchestra Ottawa, das Ensemble Neue Streicher, das Mödlinger Symphonische Orchester, das Orchester des Matthias-Hauer-Konservatoriums, das Orchester des Musikgymnasium Wien sowie das Orchester der TU Wien. Er arbeitete dabei mit mehreren namhaften Dirigenten wie Andres Orozco-Estrada, Dennis-Russel Davies, Josep Caballé-Domenech zusammen.
Im März 2006 gewann er den 2. Preis beim Internationalen Violinwettbewerb "Stefanie Hohl" der Universität für Musik und darstellende Kunst Wien. 2007 gewann er den 3. Preis für Violine beim 14. Internationalen Johannes-Brahms-Wettbewerb in Pörtschach. Beim Internationalen Wettbewerb "Violine in Dresden" gewann er 2008 den Zweiten Preis, sowie den Publikumspreis und eine MDR-Studioproduktion. Beim nationalen Wettbewerb "Gradus ad Parnassum 2010" gewann er in der Kategorie Violine den ersten Preis und spielte beim Preisträgerkonzert mit den Niederösterreichischen Tonkünstlern unter Josep Caballé-Domenech das Violinkonzert von Alban Berg.
Daniel Auner gehört seit 2008 zum Wiener Mozart-Trio und trat mit bereits in Österreich, Spanien, Portugal, Italien, Albanien, Frankreich, Deutschland, England, Irland, China, Malaysien, Brunei, Thailand und Holland auf.
Im Jahr 2013 gründete er gemeinsam mit Barbara de Menezes Galante, Konstantin Zelenin und Natalia Binkowska das Auner-Quartett. Dieses Ensemble bespielt in Wien einen eigenen Kammermusikzyklus in verschiedenen Konzertsälen in Wien, unter anderem dem Bank Austria Salon Altes Rathaus und wird von der Konzertagentur Mark Stephan Buhl vertreten.
Seine Debüt-CD "Caprice Viennois" erschien im Dezember 2010 und wurde von der Presse mit den Worten "Besser kann ein junger Geiger sich nicht vorstellen." rezensiert.
Des Weiteren erschien im April 2014 eine CD mit Mozarts Violinsonaten, welche gemeinsam mit dem britischen Pianisten Robin Green am Salzburger Mozarteum aufgenommen wurde. Diese CD wurde vom Magazin "The Strad" mit einer Empfehlung als CD des Monats ausgezeichnet.

## Unterrichtstätigkeit
Im Jahr 2015 begann Daniel Auner als Lehrender an der Wiener Musikakademie seine Unterrichtstätigkeit. Seit 2016 unterrichtet er zusätzlich am Prayner Konservatorium in Wien.